# Shelby County (Indiana)
Shelby County is een county in de Amerikaanse staat Indiana.
De county heeft een landoppervlakte van 1.069 km² en telt 43.445 inwoners (volkstelling 2000). De hoofdplaats is Shelbyville.

## Bevolkingsontwikkeling

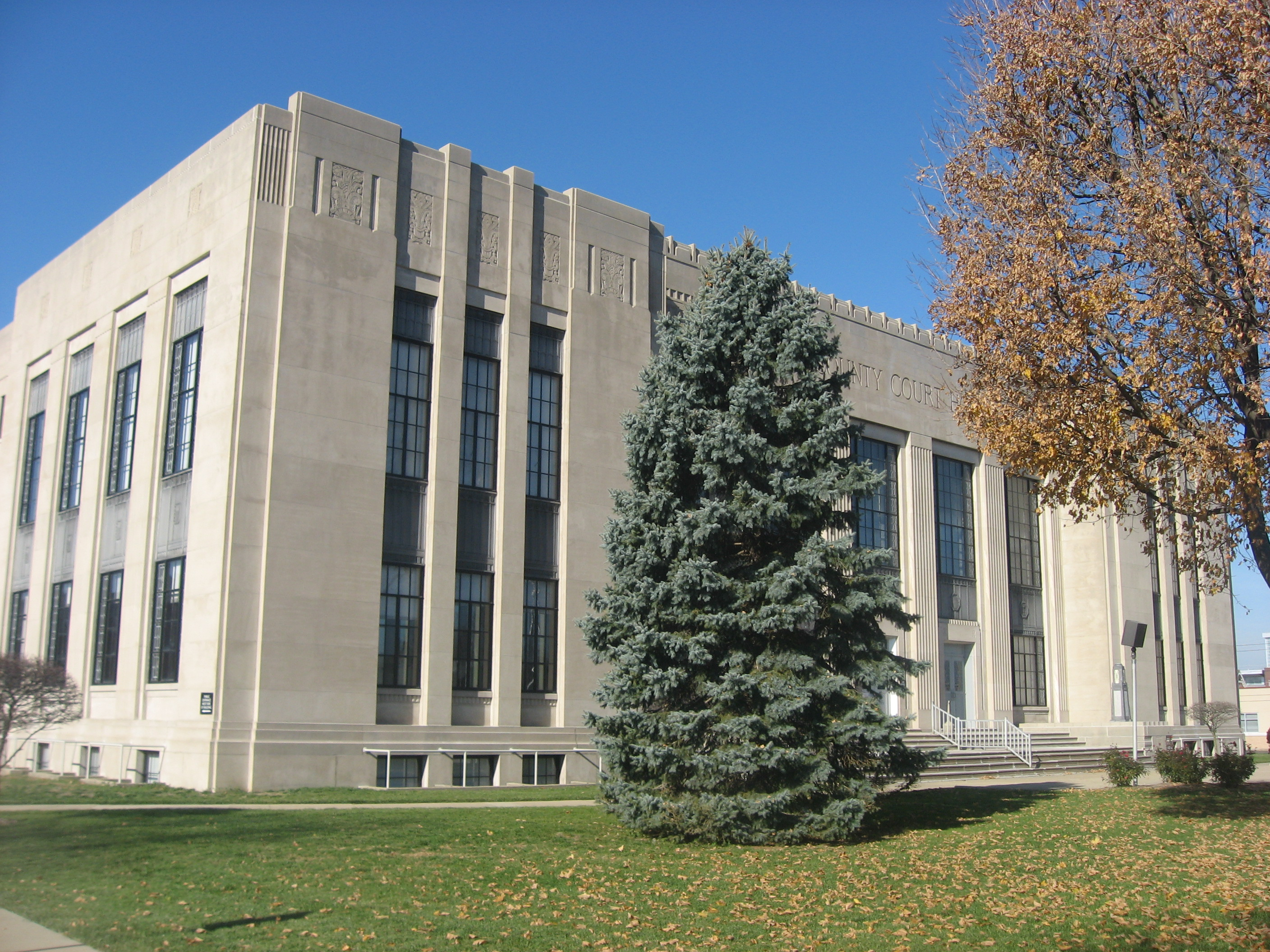
Shelby County Courthouse